# François-Régis Bastide
Pour les articles homonymes, voir Bastide.
 (novembre 2015).
François-Régis Bastide, né le 1er juillet 1926 à Biarritz et mort le 17 avril 1996 à Paris, est un écrivain français, également diplomate, éditeur et animateur de radio.

## Biographie

### Famille et enfance
François-Régis Bastide grandit à Biarritz dans une famille bourgeoise. Son père Édouard est médecin, et organiste de talent. Sa mère Suzanne, issue d'une famille de banquiers, joue du violon. Il passe son enfance dans une villa du centre ville que son père, féru de dessin et d'architecture, avait dessinée. François-Régis est l'aîné de sa fratrie. Il poursuit sa scolarité à domicile, sous la bienveillance de précepteurs ; et travaille la musique, particulièrement le piano, où il excelle.

### Écriture
Durant la Seconde Guerre mondiale, pendant ses études musicales, il écrit, adolescent, une Messe pour le Général Koenig. Il a dix-sept ans quand il s'engage, en 1944, dans la 2e division blindée du général Leclerc, avec laquelle il entre en Allemagne.
La musique et les lettres le passionnent. Son premier roman, Lettres de Bavière, est publié en 1947. Pour son roman Les Adieux, il reçoit le prix Femina. Il entre en 1956 comme conseiller littéraire aux éditions du Seuil, où il crée la collection musicale « Solfèges » et fait paraître Le Dernier des Justes d'André Schwarz-Bart, qui remporte le prix Goncourt 1959. Il intègre en 1968 le comité de lecture de la Comédie-Française et, en 1976, le jury du prix Médicis. Il publie de nombreux auteurs, dont Katherine Pancol et Anny Duperey.
Il est l'auteur d'une vingtaine d'ouvrages, dont onze romans, trois essais, deux livres pour enfants et une pièce de théâtre.

### Radio
Homme de radio, il dirige les émissions musicales de Radio-Sarrebruck à la fin de la guerre.
En France, il anime l'émission littéraire Une idée pour une autre puis fonde avec Michel Polac, le 13 novembre 1955 sur la chaîne de radio PARIS IV, le Club d'essai, laboratoire de la R.T.F. et future émission hebdomadaire de France Inter Le Masque et la Plume, un « magazine public » des lettres, du théâtre et du cinéma, qu'il anime seul de 1971 à 1981.

### Politique
Homme de gauche, membre du Conseil du développement culturel de 1971 à 1973, il est conseiller municipal de Biarritz de 1977 à 1982. À cette époque il est très proche de Michel Rocard.
Au début de son premier mandat présidentiel, François Mitterrand le nomme ambassadeur de France au Danemark. Par la suite il occupe le poste d'ambassadeur de France en Autriche, puis auprès de l'UNESCO. En 1995 il soutient Lionel Jospin à l'élection présidentielle.

### Cinéma
Par amitié avec des réalisateurs, il fait quelques apparitions au cinéma, notamment dans Je t'aime, je t'aime d'Alain Resnais ou La Banquière et Lacenaire de Francis Girod.

### Vie privée
François-Régis Bastide se marie à trois reprises. En 1948, il épouse l'artiste peintre suédoise Monica Sjöholm (1923) avec laquelle il écrit deux ouvrages pour enfants qu'elle illustre. Ils ont deux enfants, Anika (née en 1953) et Thomas (né en 1954 ; designer). Plus tard, il épouse Jacqueline Huguenin (1932-2023), sœur de l'écrivain Jean-René Huguenin, dont il a une fille, Emmanuelle (journaliste), puis en 1991, Béatrice Clerc.
Grand fumeur, il meurt le 17 avril 1996 d'un cancer du poumon. Il est enterré au cimetière de La Garde-Freinet (Var). 

### Décoration
En 1990, François Mitterrand le fait chevalier de l'ordre national du Mérite, dans la même promotion que Jean-Noël Jeanneney.

## Quelques œuvres

### Romans et nouvelles
- Lettre de Bavière, Editions du Bateau Ivre, 1947
- La Troisième Personne,  Bader Dufour, 1948
- La Lumière et le fouet : roman, Gallimard, 1951
- La Jeune Fille et la Mort, Gallimard, 1952 (titre emprunté à La Jeune Fille et la mort de Franz Schubert)
- Les Adieux, prix Femina, Gallimard, 1956 (illustré by Willi Glasauer en 1980)
- Flora d'Amsterdam, Seuil, 1957
- La Vie rêvée, Seuil, 1962
- La Palmeraie, Seuil, 1967
- La Fantaisie du voyageur, Seuil, 1976 (titre emprunté à la Fantaisie Wanderer de Franz Schubert)
  - Traduction allemande : Wandererfantasie (2006).
- L’Enchanteur et nous, Bernard Grasset, 1981
- L’Homme au désir d’amour lointain, Gallimard, 1994[1]

### Essais
- Saint-Simon par lui-même, Paris, Seuil, coll. « Microcosme, Écrivains de toujours » (no 15), 1953, 192 p. (ISBN 2-02-000015-6)
- Suède, coll. « Microcosme, Petite Planète », Le Seuil, 1954
- Zodiaque, secrets et sortilèges, 1964

### Théâtre
- Siegfried 78, 1979

### Livres pour enfant
- Joachim Quelque Chose, illustré par Monica Bastide, Hatier, 1959
- Alexis dans la Forêt-Foly, illustré par Monica Bastide, Casterman, 1970

#### Scénariste
- 1963 : Le Troisième Concerto de Marcel Cravenne